# Голицын, Александр Сергеевич (1806)
Голицын, Александр Сергеевич (1806, Москва — 1885, Санкт-Петербург) — начальник портового города Ейска в 1849—1854 годы. Выходец из княжеского рода Голицыных.

## Биография
Родился 3 ноября 1806 года в Москве, в семье действительного статского советника, члена гоф-интендантской конторы Сергея Ивановича Голицына и Елизаветы Васильевны Приклонской (1773—1847).
Получил домашнее образование, с мая 1821 года по июнь 1825 года находился в благородном пансионе Императорского Царскосельского лицея, из которого был выпущен в офицеры старой гвардии.

### Военная служба
7 апреля 1826 года произведён в прапорщики лейб-гвардии Конной артиллерии в Батарейную батарею. В 1828 году принимал участие в походе против турок и осаде крепости Варны. Во время подавления польского восстания состоял ординарцем великого князя Михаила Павловича; в 1831 году награждён орденом Св. Анны 4-й степени. В 1838 году перешёл с чином подполковника в Полевую Конную Артиллерию, был прикомандирован к образцовой конной батарее с назначением на вакансию батарейного командира.
В 1841 году назначен чиновником для особых поручений при новороссийском и бессарабском генерал-губернаторе графе Воронцове. Голицын участвовал в походе к Дарго, за который получил чин полковника и орден Св. Станислава 2-й степени. В 1847 году он получил орден Св. Анны 2-й степени.

### Служба в Ейске
Стал первым постоянным начальником города Ейска, сменив предыдущего временного главу П. И. Литевского в 1849 году. Его пятилетнее правление пришлось на самый трудный и хлопотный период становления города. При нём была построена первая деревянная церковь Покрова Божьей Матери, был сооружен и начал работать первый порт на Ейской косе, бурно развивались торговля, ремесла, мелкие производства, шло активное освоение городских территорий: размечались улицы и площади, строились жилые дома, коммерческие и торговые учреждения, в том числе и знаменитый Гостиный ряд.
В 1851 году в связи с увеличением населения была организована городская ратуша с сиротским и словесным судом, и большая часть управленческих дел перешла от канцелярии к ратуше. В 1852 году открыто первое учебное заведение — двухклассное мужское училище.
6 декабря 1851 года А. С. Голицыну было присвоено звание генерал-майора.

### Последние годы
В 1852 году из Ейска его переводят на другую службу; 26 ноября того же года он был награждён орденом Св. Георгия 4-й степени за беспорочную выслугу 25 лет в офицерских чинах (№ 9341 по списку Григоровича — Степанова). В отставку он вышел в 1867 году в звании генерал-лейтенанта.
Не чужда ему была и наука — он являлся действительным членом Кавказского отдела императорского Русского географического общества.
Князь Александр Сергеевич Голицын скончался 10 октября 1885 года и похоронен на Митрофаньевском кладбище в Петербурге.

## Семья
В 1840 году женился на Вере Владимировне Каблуковой (1819—1879), дочери тайного советника Владимира Ивановича Каблукова и Татьяны Петровны Завадовской, внучке графа П. В. Завадовского. Брак бездетен.
Младший брат Николай Сергеевич Голицын (1809—1892) — военный историк и мемуарист.

## Награды
- Награждён орденом Святой Анны 4-й степени и золотым оружием, полученным в 1831 году за храбрость; орденом Святого Станислава 2-й степени и золотым оружием — также за храбрость в 1846 году; орденом Святой Анны 2-й степени в 1847 году.
- Уже во время службы в Ейске к этим наградам добавились орден Святого Георгия 4-й степени и золотое оружие за 25-летнюю безупречную службу.